# Roys of Wroxham
Roys of Wroxham is een warenhuis in Norfolk, Engeland, dat in 1895 werd opgericht door de broers Alfred en Arnold Roy.  

## Geschiedenis
In 1895 openden de broers Alfred en Arnold Roy de eerste winkel in Coltishall. In 1899 volgden vestigingen in Dereham en Hoveton, het laatste dorp dat later bekend werd als Wroxham. Hoewel de winkel officieel in Hoveton St. John stond, werden de leveringen vaak geadresseerd aan "Roy Brothers, LNER Station, Wroxham", wat bijdroeg aan de naam "Roys of Wroxham".
In de jaren 1930 breidde Roys haar assortiment uit met onder andere kleding, meubels, een apotheek, een garage en zelfs het leveren van straatverlichting en openbare toiletten in Wroxham. Het bedrijf speelde in op de groeiende toeristische belangstelling voor de Norfolk Broads, wat leidde tot de titel "The World's Largest Village Store".
Na de Tweede Wereldoorlog introduceerde Roys zelfbediening in hun supermarkten, geïnspireerd door een bezoek van Fred Roy aan Noord-Amerika. In 1966 opende het bedrijf een nieuwe winkel in Wroxham met 100 parkeerplaatsen, wat het concept van 'winkelen buiten het stadscentrum' in de regio introduceerde.
Na een verwoestende brand in de hoofdvestiging in 1995  de hoofdvestiging in Wroxham, die het bedrijf meer dan £5 miljoen kostte, opende Roys in 1996 een nieuwe, grotere winkel op dezelfde locatie.
Anno 2025 heeft Roys 12 vestigingen in Norfolk en Suffolk, waaronder in Wroxham, Dereham, Thetford en Sudbury. Het bedrijf blijft familiebezit en wordt geleid door de kleinkinderen van oprichter Alfred Roy. Roys blijft zich inzetten voor duurzaamheid, met zonnepanelen op acht van zijn winkels, en ondersteunt lokale leveranciers en goede doelen.